# Waiting for the Sun
Pour la chanson homonyme des Doors, voir Morrison Hotel.
Albums de The Doors
Strange Days
(1967) The Soft Parade
(1969)
Waiting for the Sun est le troisième album du groupe The Doors, sorti le 3 juillet 1968. Enregistré aux studios TTG de Los Angeles entre février et mai 1968, il demeure le seul et unique numéro un du groupe (pour quatre semaines) et contient leur deuxième single numéro un Hello, I Love You (le 3 août 1968 pour deux semaines). Le premier single issu de l'album fut The Unknown Soldier qui atteignit la 39ème place du Billboard Hot 100. Il est aussi le premier album du groupe à entrer dans les charts anglais où il grimpa à la 16ème place.  

## Histoire
Cet album devait s'appeler à l'origine The Celebration of The Lizard. Il contient plusieurs classiques du groupe, dont Hello, I Love You, The Unknown Soldier et Spanish Caravan dont l'introduction est une reprise d'Asturias, d'Isaac Albéniz. Le texte de Jim Morrison The Celebration of The Lizard fut imprimé sur la pochette intérieure à la demande de l'auteur. C'est l'album studio le plus court du groupe car il devait comporter à l'origine la longue pièce The Celebration of The Lizard qui est abandonnée et réduite à la section centrale dans une chanson de 4 minutes intitulée Not to Touch the Earth. Il ne contient pas le titre Waiting for the Sun, inclus dans l'album Morrison Hotel.

## Titres
Toutes les chansons sont créditées aux Doors (John Densmore, Robby Krieger, Ray Manzarek et Jim Morrison).
1. Hello, I Love You – 2:14
2. Love Street – 2:53
3. Not to Touch the Earth – 3:56
4. Summer's Almost Gone – 3:22
5. Wintertime Love – 1:54
6. The Unknown Soldier – 3:23
7. Spanish Caravan – 3:03
8. My Wild Love – 3:01
9. We Could Be So Good Together – 2:26
10. Yes, the River Knows – 2:36
11. Five to One – 4:26

### 40th Anniversary Mixes Bonus tracks
1. Albinoni's Adagio In G Minor - 4:32
2. Not To Touch The Earth (Dialogue) - 0:43
3. Not To Touch The Earth [Take 1] - 3:59
4. Not To Touch The Earth [Take 2] - 4:17
5. The Celebration Of The Lizard - 17:09

- Wintertime Love (Partie vocale alternative) - 1:54

## Singles tirés de l'album
- The Unknown Soldier / We Could Be So Good Together #39 (États-Unis)
- Hello, I Love You / Love Street #1 (États-Unis)

## Musiciens
- Jim Morrison : chant
- Ray Manzarek : claviers
- Robby Krieger : guitare
- John Densmore : batterie

## Musiciens additionnels
- Douglas Lubahn : basse sur Hello, I Love You, Love Street, Not to Touch the Earth, Summer's Almost Gone, Wintertime Love, Spanish Caravan, We Could Be So Good Together, Yes, the River Knows et Five to One.
- Kerry Magness : basse sur The Unknown Soldier
- Leroy Vinnegar : contrebasse sur Spanish Caravan

## Classements hebdomadaires
| Classement (1968)             | Meilleure place |
| ----------------------------- | --------------- |
| Allemagne (Media Control AG)  | 20              |
| Canada (RPM Top LPs)          | 3               |
| États-Unis (Billboard 200)    | 1               |
| Royaume-Uni (UK Albums Chart) | 16              |

## Certifications
| Pays                  | Certification | Unités certifiées |
| --------------------- | ------------- | ----------------- |
| Allemagne (BVMI)      | Or            | 250 000           |
| Canada (Music Canada) | Platine       | 100 000           |
| États-Unis (RIAA)     | Platine       | 1 000 000         |
| France (SNEP)         | 2 × Or        | 200 000           |
| Royaume-Uni (BPI)     | Or            | 100 000           |